# Classes d'actius
En finances, una classe d'actius és un grup d'instruments financers que tenen característiques financeres similars i es comporten de manera similar al mercat. Sovint podem dividir aquests instruments entre els que tenen a veure amb actius reals i els que tenen a veure amb actius financers. Sovint, els actius de la mateixa classe d'actius estan subjectes a les mateixes lleis i regulacions; però, això no sempre és cert. Per exemple, els futurs d'un actiu sovint es consideren part de la mateixa classe d'actiu que l'instrument subjacent, però estan subjectes a regulacions diferents de l'instrument subjacent.
Molts fons d'inversió es componen de les dues principals classes d'actius, ambdues valors: accions i renda fixa (bons). Tanmateix, alguns també tenen efectiu i divises estrangeres. Els fons també poden tenir instruments del mercat monetari i fins i tot poden referir-se a aquests com a equivalents en efectiu ; tanmateix, això ignora la possibilitat d'impagament. Els instruments del mercat monetari, al ser inversions de renda fixa a curt termini, s'han d'agrupar amb la renda fixa.
A més de les accions i els bons, podem afegir diners en efectiu, divises estrangeres, béns arrels, infraestructures i matèries primeres a la llista de classes d'actius comuns. En general, s'espera que una classe d'actius mostri diferents característiques d'inversió de risc i rendiment, i que tingui un rendiment diferent en determinats entorns de mercat.
Les classes d'actius i les categories de classes d'actius sovint es barregen. En altres paraules, descriure les accions de gran capitalització o els bons a curt termini com a classes d'actius és incorrecte. Aquests vehicles d'inversió són categories de classes d'actius i s'utilitzen amb finalitats de diversificació. Diverses classes d'actius barrejades en una estructura de fons poden oferir a un inversor exposició mitjançant una única relació. Tot i que la major part dels fons globals són de naturalesa tradicional, com és el cas d'un fons d'inversió, alguns fons es classificarien com a inversions alternatives, com els fons de cobertura, sovint considerats com una classe d'actiu pròpia, especialment per als inversors institucionals.
La major part dels experts en finances estan d’acord que una de les millors maneres d’invertir és repartir les inversions entre classes d’actius grans com accions i bons, en comptes de fixar-se en valors concrets que poden sortir bé o malament. La diversificació serveix per ajudar a minimitzar el risc. Però cal tenir en compte que la diversificació no assegura que no es perdi diners.
L’assignació d’actius busca fer una mescla balancejada d’actius que puguin augmentar els beneficis, sense deixar de satisfer les vostres necessitats:
- Tolerància al risc (volatilitat del mercat)
- Objectius i objectius d'inversió
- Preferències per a determinats tipus d'inversions dins de classes d'actius

La volatilitat pot disminuir si diversifiqueu entre classes d’actius. Si teniu diferents classes d’actius a la vostra cartera de llarg termini, quan una classe d’actius puja pot equilibrar quan una altra baixa segons les circumstàncies. Però recordeu que invertir en valors té riscos que són propis, i la diversificació no evita la pèrdua.

## Tipus
Accions - També s'anomenen accions
- Representar accions de propietat en societats públiques
- Històricament, han superat altres inversions durant llargs períodes (tingueu en compte que el rendiment passat no garanteix resultats futurs)
- Més volàtils a curt termini
- Les devolucions i el principal fluctuaran de manera que les acumulacions, quan es bescanviïn, poden valer més o menys que el cost original

Renda fixa - La renda fixa, o inversions en bons, generalment paguen una taxa d'interès fixa durant un període determinat i després retornen el principal de l'inversor.
- Establir tipus d'interès
- Més estabilitat que les accions
- El valor fluctua a causa de les taxes d'interès i d'inflació actuals
- inclou actius "garantits" o "sense risc".
- També inclou instruments del mercat monetari (inversions de renda fixa a curt termini)

Efectiu - També s'anomena moneda o mitjà de canvi
- Liquiditat
- Possibilitat de comprar qualsevol cosa

Monedes estrangeres : també s'anomena FX o divises
Immobles - Edificis (habitatges, solars, etc.) o propietat d'inversió, més participacions de fons que inverteixen en béns immobles comercials.
- Ajuda a protegir el poder adquisitiu futur, ja que els valors de la propietat i els ingressos del lloguer van paral·lels a la inflació
- Els valors tendeixen a pujar i baixar més lentament que els preus de les accions i els bons. És important tenir en compte que el sector immobiliari està subjecte a diversos riscos, com ara la fluctuació del valor de la propietat subjacent, les despeses i els ingressos, i els possibles passius ambientals.

La infraestructura com a classe d'actius
- Categoria àmplia que inclou autopistes, aeroports, xarxes ferroviàries, generació d'energia (utilitats), emmagatzematge i distribució d'energia (conduccions de gas, gasoductes, etc.).)
- Proporciona una durada més llarga (facilitant la concordança del flux d'efectiu amb els passius a llarg termini), protecció contra la inflació i diversificació estadística (baixa correlació amb actius cotitzats "tradicionals" com ara inversions en renda variable i renda fixa), reduint així la volatilitat general de la cartera[3][4]

Productes bàsics : béns físics com or, coure, petroli cru, gas natural, blat, blat de moro i fins i tot electricitat.
- Ajuda a protegir el poder adquisitiu futur, ja que els valors tenen una utilitat fixa i, per tant, van paral·lels a la inflació
- Els valors tendeixen a mostrar correlacions baixes amb els preus de les accions i dels bons.
- La dinàmica de preus també és única: les matèries primeres es tornen més volàtils a mesura que pugen els preus. Així, una mercaderia amb una volatilitat del 20% podria tenir una volatilitat del 50% si els preus es duplicaven.

Criptomoneda
- Descentralitzat[5]
- Accessibilitat, minable i comerciable[6]
- Actius amb risc,[7] manca de regulació, preocupacions ESG, altament volàtil[8]
- La liquiditat varia, la majoria són més baixes
- L'oferta varia, algunes són finites i, per tant, deflacionistes